# Zerynthia polyxena
La polissena (Zerynthia polyxena (Denis & Schiffermüller, 1775)) è un lepidottero diurno appartenente alla famiglia Papilionidae, diffuso in Eurasia.

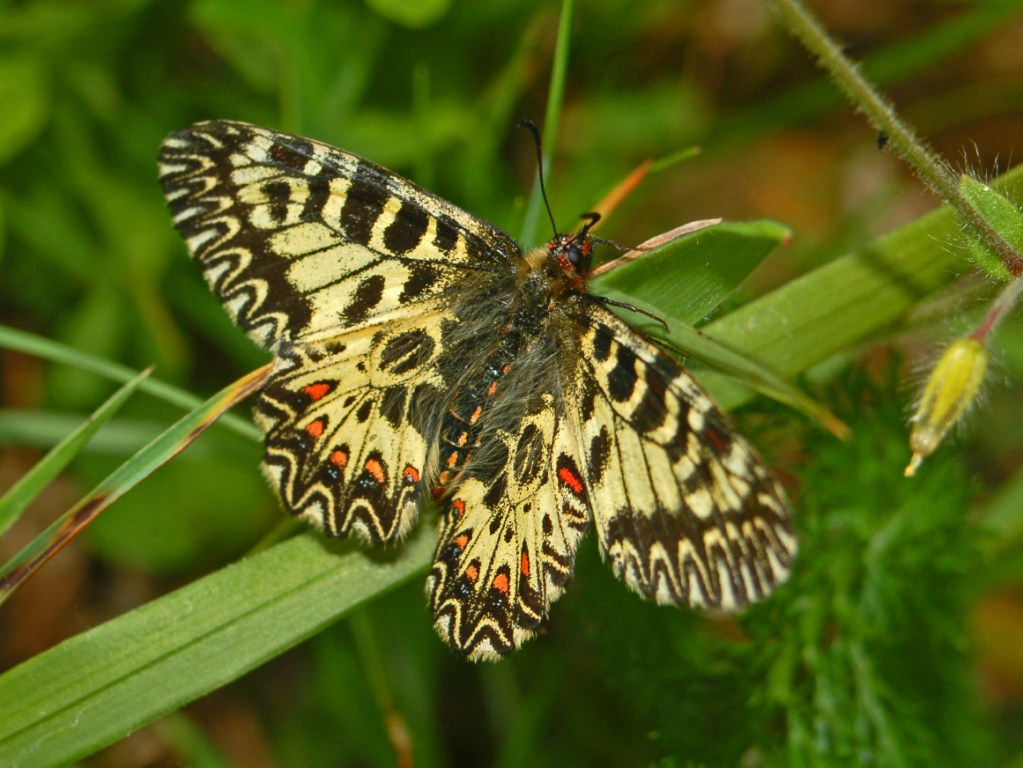
Visione dorsale

## Descrizione
I bruchi si nutrono di varie specie di aristolochie, compiono 5 mute nell'arco di 4/5 settimane, dopo di che le crisalidi, legate ad un sostegno, svernano per sfarfallare nella primavera successiva. Gli adulti sono attivi da maggio a giugno, in una sola generazione.
L'apertura alare è di 50–60 mm.
La particolare alimentazione delle larve fornisce alle stesse sostanze tossiche, che passano poi anche alle farfalle adulte, rendendole incommestibili. La colorazione della livrea dell'adulto, gialla, con caratteristici disegni neri e rossi, è detta "aposematica" (cioè "ammonitrice"), in quanto serve proprio a scoraggiare i potenziali predatori.
È presente in tutta Italia, a esclusione della Sardegna, ma è dovunque poco comune. La specie è strettamente legata alla sua pianta nutrice ed è pertanto considerata specie minacciata; è infatti inserita nella lista delle specie di interesse comunitario che richiedono una protezione rigorosa della "Direttiva Habitat" (Allegato IV).